# ㅄ
ㅄ(표준어: 비읍시옷, 문화어: 비읍시읏)은 한글 낱자의 ㅂ과 ㅅ을 합쳐 놓은 것이다. 중세 한국어에서는 초성에서도 쓰였으나, 지금은 받침에만 쓰인다.
‘값’처럼 혼자 소리낼 때에는 ㅂ 소리만 나지만 ㅇ이 뒤에 올 때에는 ㅆ 소리가 나는 어근의 받침으로 쓰인다.
- 값을 → [갑쓸]
- 값이 → [갑씨]
- 가없다 → [가ː업따]
- 가없어 → [가ː업써]
- 가없는 → [가ː업는] → [가ː엄는]

## 코드 값
| 종류                  | 종류           | 글자 | 유니코드 | HTML     |
| --------------------- | -------------- | ---- | -------- | -------- |
| 한글 호환 자모        | 한글 호환 자모 | ㅄ   | U+313D   | &#12605; |
| 한글 자모 영역        | 첫소리         | ᄡᅠ   | U+1121   | &#4385;  |
| 한글 자모 영역        | 끝소리         | ᅟᅠᆹ   | U+11B3   | &#4537;  |
| 한양 사용자 정의 영역 | 첫소리         |   | U+F7B3   | &#63411; |
| 한양 사용자 정의 영역 | 끝소리         |   | U+F8BF   | &#63679; |
| 반각                  | 반각           | ﾴ    | U+FFB4   | &#65460; |

## 정보
| 자명 | 비읍시옷（남） 비읍시읏（북）                                                                                                 |
| 발음 | 어중 : [ p ̚ˀs ], 어말 : [ p ̚ ], 어중 구개음화 : [ p ̚ˀɕ ]（남） 어중 : [ p ̚ˀs ], 어말 : [ p ̚ ], 어중 구개음화 : [ p ̚ˀɕ ]（북） |
| 이음 | 후행 자음이 평음일 경우 평음이 경음으로 된다.                                                                                 |

## 같이 보기
- ㅂ계 합용 병서
- ㅄ계 합용 병서